# 2002年法國立法選舉

各選區選舉結果

2002年法國立法選舉在2002年6月9日及6月16日舉行，選舉法蘭西第五共和國的第12屆國民議會成員。人民運動聯盟在這次選舉贏得357個議席，獲得第一大黨地位。让-皮埃尔·拉法兰因此得以繼續擔任法國總理。